# پینهارست (جورجیا)
پینهارست، جورجیا (به انگلیسی: Pinehurst, Georgia) یک شهر در ایالات متحده آمریکا با جمعیت ۳۰۷ نفر است که در جورجیا واقع شده‌است.

## موقعیت جغرافیایی
موقعیت جغرافیایی شهرها و مناطق اطراف به شرح زیر است: